# Chacophrys pierottii
Chacophrys pierottii är en groddjursart som först beskrevs av Jehan Vellard 1948.  Chacophrys pierottii ingår i släktet Chacophrys och familjen Ceratophryidae. IUCN kategoriserar arten globalt som livskraftig. Inga underarter finns listade i Catalogue of Life.